# Arabische Socialistische Unie (Egypte)
De Arabische Socialistische Unie (Arabisch: الاتحاد الاشتراكي العربي al-Ittiḥād al-Ištirākī al-ʿArabī) was een politieke partij in Egypte die tussen 1962 en 1978 bestond. De partij was de enige toegelaten partij van het land.
De partij werd op 7 december 1962 opgericht als opvolger van de Nationale Unie (al-Ittihâd al-Kawmi) die na het mislukken van de politie unie van Egypte en Syrië werd ontbonden. De ASU was volgens de statuten een alliantie van de vijf werkende groepen van de bevolking: de boeren, de arbeiders, de soldaten, de intellectuelen en het nationale kapitalisme. Het voornaamste punt was echter het Arabisch nationalisme (en in het verlengde hiervan het Arabisch socialisme) dat de eenwording van alle Arabische landen nastreefde.

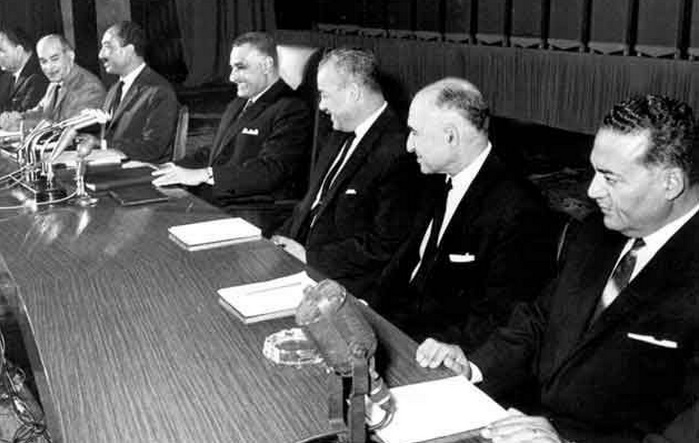
Zitting van het Uitvoerende Comité (1969). President Nasser is de vierde van rechts, president Sadat de vijfde van rechts.

Het Nationaal Congres was het hoogste orgaan van de partij, maar de werkelijke macht lag echter bij het Uitvoerende Comité met president Gamal Abdel Nasser als voorzitter en eerste secretaris-generaal. Tegen de wens van de gematigden binnen het partijbestuur werd er een geheime organisatie (Voorhoede Organisatie) binnen de ASU opgericht met als doel de partij verder naar links te stuwen. Na het overlijden van Nasser in 1970 werd Anwar al-Sadat president van Egypte en secretaris-generaal van de ASU. Hij verbood de Voorhoede Organisatie en begon de zogenaamde "Corrigerende Revolutie" met als doel de invloed van linkse krachten binnen de ASU en de regering te breken. In 1974 begon Sadat aan zijn "open deur beleid" waarbij buitenlandse investeerders werden aangetrokken en een vrije markteconomie werd doorgevoerd. In 1976 moedigde de president de vorming van ideologische platformen binnen de ASU aan, waarna er linker-, rechter- en centrumvleugels ontstonden. Deze vleugels werden in 1978 zelfstandige politieke partijen: de Liberaal-Socialistische Partij (centrumrechts, economisch liberaal), de Nationale Progressieve Unionistische Partij (links, nasseristisch) en de Nationaaldemocratische Partij (centrum, pragmatisch). Tot deze laatste partij trad president Sadat toe en deze partij bleef tot aan de Egyptische Revolutie (2011) het partijenlandschap domineren. De ASU werd na de oprichting van de opvolgingspartijen ontbonden.
President Sadat schrijft in zijn autobiografie dat de beginselen van de ASU in strijd waren met het Nationale Charter, het revolutionaire programma van de regering-Nasser, omdat volgens het charter privé-eigendommen moesten worden genationaliseerd, terwijl er volgens de beginselen van de ASU een "nationale kapitalistische" klasse zou moeten bestaan.
Naar het voorbeeld van Nasser's Arabische Socialistische Unie werden o.a. in Libië en Soedan politieke partijen met dezelfde naam en doelstellingen opgericht.

## Algemeen secretariaat in 1962
1. Gamal Abdel Nasser (secretaris-generaal)
2. Anwar al-Sadat
3. Hassan Ibrahim
4. Hussein el-Shafei
5. Kamal el-Din Hussein
6. Ali Sabry
7. Dr. Noureddine Tarraf
8. Ahmed Abdo Al-Sharbasi
9. Kamal al-Din Rifat
10. Abbas Radwan
11. Mohamed Abdel Kader Hatem
12. Muhammad Talaat Khairy
13. Anwar Salame

## Uitvoerende Comité in 1969
1. Diaa al-Din Dawoud
2. Mahmoud Fawzi
3. Hussein el-Shafei
4. Gamal Abdel Nasser (voorzitter)
5. Anwar al-Sadat (secretaris-generaal)
6. Ali Sabry
7. Labib Shukair

## Verwijzingen
1. ↑  Anwar al-Sadat: Op zoek naar een eigen identiteit (autobiografie), 1978 A.W. Bruna & Zoon, Utrecht / Antwerpen, pp. 136-137
2. ↑  Ibidem